# 缘齿雪锉蛤
缘齿雪锉蛤（学名：Limaria dentata），是莺蛤目狐蛤科雪锉蛤属的一种。主要分布于中国大陆，常栖息在潮间带至潮下带20米。